# Битва при Орхомені
Битва при Орхомені — один із ключових боїв Першої Мітридатової війни, що слідує за битвою при Херонеї і почався у 85 році до н. е. між Римською республікою і Понтійським царством. Вважається переломною і вирішальною у ході всієї війни. Римською армією командував Луцій Корнелій Сулла, а греко-понтійські сили очолював Архелай, брат понтійського царя Мітридата VI Евпатор. Відрізнялася особливою жорстокістю, коли римські війська були практично знищенні. Стверджується, що винятково втручання самого Сулли призупинило втечі, що почалися, переломило повністю хід бою і зрештою завершилося перемогою.

## Передісторія
Загалом, з 89 року до н. е. Мітридат потроху розширював власні території: знакові перемоги над Бітинією і її царя Нікомеда Ⅳ, а потім над консулом Манієм Аквілом, якого вважав найбільшим винуватцем війни. Наступного року Мітридат вирішив продовжити свій план окупації всього Анатолійського півострова, починаючи з Фригії. Його просування продовжувалося, переходячи від Фригії до Місії та торкаючись тих частин Азії, які нещодавно отримали римляни. Потім він відправив своїх офіцерів до сусідніх провінцій, підпорядкувавши собі Лікію, Памфілію та решту Іонії. Після своєї перемоги в Херонеї римляни переслідували понтійську армію на острів Занте, але оскільки вони не змогли її окупувати, вони відійшли до Халкіди. У Лаодікеї на річці Ліке, де місто все ще чинило опір, завдяки внеску проконсула Квінта Оппія, Мітридат відправляє посланця із повідомленням під міські стіни: всі будуть убезпечені, якщо віддадуть Оппія — проконсула віддали.
Тоді Мітридат послав нову армію з Дорілаєм, щоб допомогти Архелаю. Приїжджий прагнув протистояти Суллі в бою, ігноруючи попередження Архелая, незважаючи на те, що величезні втрати він уже зазнав, вважаючи їх перебільшеними. Навпаки, Архелай продемонстрував, що він навчився бути розсудливим до римлян, і після сутички у Тилфолію він переконав Дорілай чекати замість того, щоб шукати битви. Вони були оптимістичними, коли дійшли до Орхомени, ідеального поля для своєї вищої кінноти. Там вони таборували.

## Підготовка
Після поразки при Херонеї Мітридат відправляє Таксіла на Схід і зберігає свою впевненість у генералові Архелаї. Раніше зайнята придушенням заколотів, ініційованих містом Ефес, ця армія в основному складається з 40 000 піхотинців різного походження, 10 000 вершників і сотні колісниць. Проїжджаючи через Евбею, аби відновити 10000 чоловіків, які йшли за Архелаєм, понтійський флот висаджується в Беотію.
Римський генерал Сулла зі свого боку повинен був зіткнутися з волею Рима усунути його з посади. Рим послав консула Валерія Флакка, аби очолити 12000 чоловіків для цієї мети. Ця армія висадилася в Епірі, незважаючи на дії залишків флоту Архелая. Дві римські армії зустрічаються у Меліті, але простої непопулярности Флакка достатньо, аби викликати дезертирство частини його армії. Тоді Флакк утік до Геллеспонту з рештою своєї армії, не воюючи. Сулла був би більш ніж готовий притягнути до кримінальної відповідальности, якби не чув про приїзд понтійського підкріплення.
Після кількох невпливових зіткнень генерали Понта оселилися на рівнинах Орхомени, шукаючи простору, необхідного для маневрів кінноти. Поле бою, обмежене озером Копаї, розширене болотами. Сулла, перебравшись через річку Асс, просунувся до підніжжя гори Гедилій, розташувавшись перед Архелаем, який розмістив свої табори межи горами Аконтій та Гедилій, в районі, що називається Гессен, настільки, що місце, де він таборувався, пізніше називали Архелаєм. Після дня перепочинку Сулла вирішив залишити вирішальну атаку.
```
      
«Коли вони опинилися один проти одного, то Архелай вибудовував військо в бойовий порядок, весь час викликаючи на бій, Сулла ж чекав, беручи до уваги місцеві умови і кількість ворогів. Коли ж Архелай став йти до Халкиди, він пішов слідом за ним, чекаючи слушного часу і місця. Коли ж він побачив, що Архелай став табором біля Херонеї на похилому місці, звідки не було ніякої можливости піти, якщо їм не буде здобута перемога, він сам, зайнявши поблизу широку рівнину, негайно вивів своє військо для битви, аби змусити Архелая прийняти його навіть проти волі. Позаду римлян простягалася рівна і гладка як для переслідування, так і для відступу рівнина, а в Архелая у тилу були круті гори, які не дозволяли ніде відразу пустити в справу все військо, так як на такій нерівній місцевості він не мав можливости вибудувати його все; в разі ж поразки відступ по кручах був би неможливим. На підставі таких міркувань, покладаючись найбільше на незручність місця, Сулла став тут наступати з тим, аби перевага в чисельності не принесла Архелаю ніякої користі; Архелай ж не мав на увазі, що йому доведеться тут вступити в бій, тому недбало розкинув табір. Коли ж Сулла вже почав наступ на нього, він, врешті-решт, занадто пізно зрозумів незручність розташування, послав вперед загін вершників, щоб перешкодити пересуванню Сулли. Коли ж вони були звернені у втечу і відкинуті до крутих горах, він знову надіслав шістдесят колісниць, в надії стрімким натиском порубати косами і розірвати 
фалангу
 ворогів. Але римляни розступилися перед колісницями, які внаслідок своєї стрімкости проскочили в задні ряди римлян, а так як вони поверталися з працею, то були оточені в задніх рядах і знищені списами і стрілами».
```

(Аппіан, Мітридатові війни, 42)
```
      
«Коли обидва крила війська Архелая були вже готові були до втечі, то і центр не втримав своїх рядів, і втеча стало загальною
 
— і тут все, що припускав Сулла, звалилося на голови ворогів. Не маючи зручного місця, аби розвернутися для нової атаки, ні рівнини для втечі, вони були притиснуті до прямовисних скель римлянами, і одні з них падали мертвими на цьому місці, інші ж, більш розсудливі, кинулися до табору. Але Архелай попередив їх, закривши перед ними ворота,
 
— це показало його повну недосвідченість при ураженнях,
 
— і велів їм повернутися знову проти ворогів. Вони охоче повернулися, але, не маючи у себе ні воєначальників, ні керівників, аби вибудувати їх у порядку, не впізнаючи своїх військових значків, кинутих, як це буває при безладній втечі, вони легко були побиті: одні з них
 
— ворогами, так як не встигли розвернутися, проти них, інші ж
 
— своїми власними товаришами, так як вони в безладді металися в великій кількості на вузькому просторі. Вони знову кинулися до воріт табору і юрмилися навколо них, дорікаючи тим, яких не впускали. З докорами вони вказували їм на їх загальних богів, на інші їм близькі стосунки, кажучи, що вони гинуть не стільки від ворогів, скільки від тих, які з таким презирством не хочуть їх прийняти до себе. Нарешті, Архелай, пізніше, ніж це було потрібно, відкрив ворота і прийняв їх, вбіг туди в повному безладі. Побачивши це, римляни, посилено спонукаючи один одного, бігом кинулися слідом за біжать, увірвалися в табір і тим остаточно закріпили перемогу».
```

(Аппіан, Мітридатові війни, 44)
Багато дітридатових військових загинуло на рівнині, в більшій кількості тих, хто намагався дістатися до свого табору. Насправді, за словами Тита Лівія, схоже, що 100 000—110 000 вояків армії Мітридат полягло, залишилися живими лише 10 000. Навпаки, загиблих римлян було лише 12 за словами самого Сулли, або 13 за Аппіаном.
Після цієї першої перемоги римська армія переслідувала Архелая, який спочатку прямували на острів Занте, але не зміг зайняти його, а потім повернулися на Халкіду.

## Процес битви

### Римські сили
Війська Сулли складалися з 40 000 чоловіків, половину складали римські легіонери, а решту складали їх грецькі та македонські союзники у кількості 20 тисяч. Ще до римського проконсула приєднався ще один римлян, що походить із Тессалії та під керівництвом певного Гортензій, аби його ототожнити, можливо, з оратором і консулом Квінтом Гортензієм Горталом.

### Понтійські сили
Понтійська армія включала 10 000 людей, що пережили катастрофу в Херонеї, а також 65000-80000 підкріплень, привезених Дорілаєм. До нього додали 70 танкових бойових дій.

### Хід битви
Отримавши підкріплення у 80000 вояків від Мітридата та грецьких союзників, Архелай, який зазнав великих втрат під час битви при Херонеї, відновив свою чисельну перевагу над римлянами. Сулла, оглядаючись на свого противника з певною зневагою, але, тим не менш, обережністю і методичністю, знову ж таки, як у Херонеї, вдався до системи польових укріплень, яка полегшила йому атаку на не дуже рухливого суперника і завдала остаточної поразки завдяки ефективному фланговому маневру.
Поки Архелай дозволяв своїм людям розслабитися після того, як зайняв свої позиції, Сулла налаштував своїх людей працювати над будівництвом окопів і ровів, які, сподіваючись, відрізають кінноту Архелая від рівнини і перенесуть бої в більш заболочені райони. Понтійський командир допустив помилку, дозволивши своїм людям відпочити, як тільки вони зайняли свої позиції. За даними джерел, вони переважали противника щонайменше у відношенні 5:1, але їхня впевненість була втрачена. Архелай визнав стратегію Сулли і здійснив кілька нападів на солдат, копаючи окопи та рови. Чоловіки Сулли почали панікувати і вагатися заради безпеки табору. Сулла врятував свою армію, виступивши на земляних роботах і підпираючи своїм коливанням війська: 
«Орхоменос! Запам'ятай цю назву. Я готовий битися і вмирати тут. Коли люди запитають, куди ти втік і залишив свого генерала, скажи їм: в Орхоменос!»
 Це змусило його війська згуртуватися і відбити атаку. В одному з цих нападів пасинок Архелая, Діоген, відзначився в доблесній атаці, де він славно загинув.
Для своєї остаточної атаки Архелай вивів свої війська в більш формальний бойовий масив. Архелай мав свої розграбовані колісниці на фронті, за якими слідувала фаланга македонського стилю, потім прийшли його допоміжні. Кінноту масово збирали на флангах, хоча їх ефективність була обмежена земляними роботами Сулли. Атака кавалерії на лівий фланг була майже успішною, але Сулла згуртував своїх людей і підсилив фланг двома додатковими когортами з іншого боку. Сулла влаштував свою армію в три лінії, хоча між файлами були пробіли, через які легка піхота і навіть кіннота могли пробігати. Його лінія фронту була щільнішою, ніж війська, сформовані ззаду. Причина цього своєрідного утворення стала очевидною, коли нападали колісниці. Римські фронтові ряди відкрилися і відступили назад і виявили рядні ряди колісниць, загнаних у землю під кутом, який спрямовував назовні. Деякі колісниці були нанизані на коли Сулли, а решта — з пілами (римські дротики). Колісниці, що вижили, загнали назад у свою фалангу, створивши хаос серед їх лав. Архелай намагався врятувати свою фалангу, атакуючи наступаючих римлян, сподіваючись виграти час для реорганізації своєї піхоти. Сулла передбачив цей крок і доручив власній переважаючій кінноті перевірити атаку понтійської кінноти. Римській кавалерії вдалося зупинити понтійський кавалерійський заряд і незабаром приєдналася піхота. Пробившись через кінноту, легіонери закрилися фалангою, яка панікувала і бігла.
Після перемоги в битві Сулла просунувся на понтійський табір і почав його облогу. Римляни змогли зрушити ділянку валів; на чолі з молодшим офіцером, який називався Базилієм, римські легіонери висипали до табору. У тісних приміщеннях табору ворога римські легіонери зі своїми короткими колючими мечами мали явну перевагу. У пастці проти болота понтійські солдати не були спроможні бігти і вони були піддані жорстокому вбивству.

```
      
«На наступний день Сулла знову підвів своїх солдатів до ворожого табору і продовжив роботу. Вороги висипали в безліч, готові до бою, Сулла напав на них і, змусивши втікати, взяв штурмом табір, який інші варвари, бачачи поразку своїх, вже не наважилися захищати. Кров убитих наповнила болота, озеро було завалено трупами, і до сих пір, після майже двохсот років, в трясовині знаходять у великій кількості варварські стріли, шоломи, уламки залізних панцирів і мечі. Ось що, наскільки нам відомо, відбулося у Херонеї і при Орхомені».
[
20
]
```

## Наслідки та результати
Архелай знайшов човен на болотах, встигаючи врятуватися на Халкісі. Понтійська армія залишила на полі бою 15000 із них 10000 вершників та 25 000 полонених.
Після перемоги Сулла роздає нагороди своїм воїнам і відновив похід, принісши спустошення до Беотії, а потім приїхав до Тессалії, де він вирішив розмістити свої квартали узимку, чекаючи свого легата, Луція Ліцинія Лукулла, аби він привіз флот до нього. Але не отримавши жодної новини про Лукулла, він вирішив сам почати готувати флот, організувавши його будівництво.
У результаті (взимку 85/84 років до н. е.) перемога дозволила римлянам підкорити Грецію: Мітридат змушений був підписати Дарданівський мир, який наказав йому відступити, вивезти частину флоту (і демонтувати іншу частину) і платити данину в 3000 талантів. Луцій Корнелій Сулла обклав Мітридата даниною і, конфіскувавши частину кораблів, змусив його покинути Азію і решту провінції, які Мітридат зайняв силою зброї. Рим звільнив полонених, покарав перебіжчиків і злочинців і наказав, щоб цар задовольнявся межами предків, тобто безпосередньо Понтом. Цей мир, сформульований поспіхом, дозволив Мітридату уникнути тотальної поразки і, можливо, навіть втрати життя.
Поки Сулла змагався з Мітридатом, Рим страждав від цивільних розладів з боку двох консулів, Луція Корнелія Цинна та Гнея Папірія Карбо, що спонукало видатних членів римського суспільства втекти до табору Сулли, включаючи його дружину Метеллу та їхніх дітей. Після того, як сили Гая Флавія Фімбрія (спочатку під Флакком) приєднується до Сулли, Фімбрій покінчив життя самогубством, і Сулла, нарешті, завершує свою кампанію в Греції та Азії та повертається до Риму.
Загалом перемога при Орхомені закінчила першу мітридатову війну межи Римом та Понтом. Мітридат зміг укласти порівняно сприятливий мир із Суллою. Грецькі міста, які повстали проти Риму, повинні були заплатити Римові десять разів суму в 20000 талантів, щоб підтримувати мир.

## Археологічні рештки
Аби відзначити свою перемогу, Сулла збудував монументальний трофей (tropæum), рештки якого були знайдені у 2004 році, включаючи напис, що згадує учасників битви: відповідно до найпоширенішого типу, це була колона у формі стовбура дерева, на якому висіла броня переможених солдатів.